# Galdan Tseren
Galdan Tseren (overleden 1745) was vanaf 1727 de heerser van het kanaat Dzjoengarije. Tijdens zijn periode kwamen afgebakende en gemarkeerde grenzen tot stand tussen het kanaat en het China van de Qing-dynastie.

## Achtergrond
Galdan Tseren was de oudste zoon van Tsewang Rabtan (1643-1727) de vorige heerser van het kanaat. Tsewang Rabtan werd in 1727 vermoord als gevolg van interne twisten binnen de elite van Dzjoengaren. Na een korte burgeroorlog wist Galdan Tseren de macht aan zich toe te trekken. Tsewang Rabtan had een groot deel van zijn periode strijd geleverd met de Chinese keizers. De strijd ging dan met name om de militaire dominantie in Tibet en het herwinnen van voor de Dzjoengaren verloren gegaan gebied als de oasesteden Hami en Turfan. In de periode vanaf 1724 was er echter een vorm van gewapende vrede geweest.

## Eerste jaren
In 1727 was door Rusland en China het verdrag van Kjachta gesloten. Dat verdrag gaf duidelijke, afgebakende en gemarkeerde grenzen tussen de beide rijken.
De Chinese keizer Yongzheng (1678-1735) trachtte daarna Galdan Tseren te bewegen tot een vorm van een formeel vredesakkoord. Galdan Tseren bleef echter de droom koesteren van zowel herwinnen van verloren gegaan gebied als het aan zijn gezag onderwerpen van de Khalkha-Mongolen waarvan het gebied (globaal de huidige republiek Mongolië) sinds 1691 deel uitmaakte van het Chinese rijk.
In 1729 besloot Yongzheng dan ook tot oorlog met de Dzjoengaren. Hij was van opvatting dat het Chinese rijk Tibet, Kokonor en Mongolië nooit effectief kon controleren zolang de Dzjoengaren deze gebieden zouden kunnen binnenvallen en bedreigen. Hij zond een leger met ook Khalkha-Mongolen naar Dzjoengarije. Dat werd echter in 1730 volledig door Galdan Tseren verslagen. Met een grootschalig militair conflict in het vooruitzicht besloot Yongzhen te bezien of er andere bondgenoten te mobiliseren waren.

## De eerste Chinese missies naar Rusland en missies van Galdan Tseren

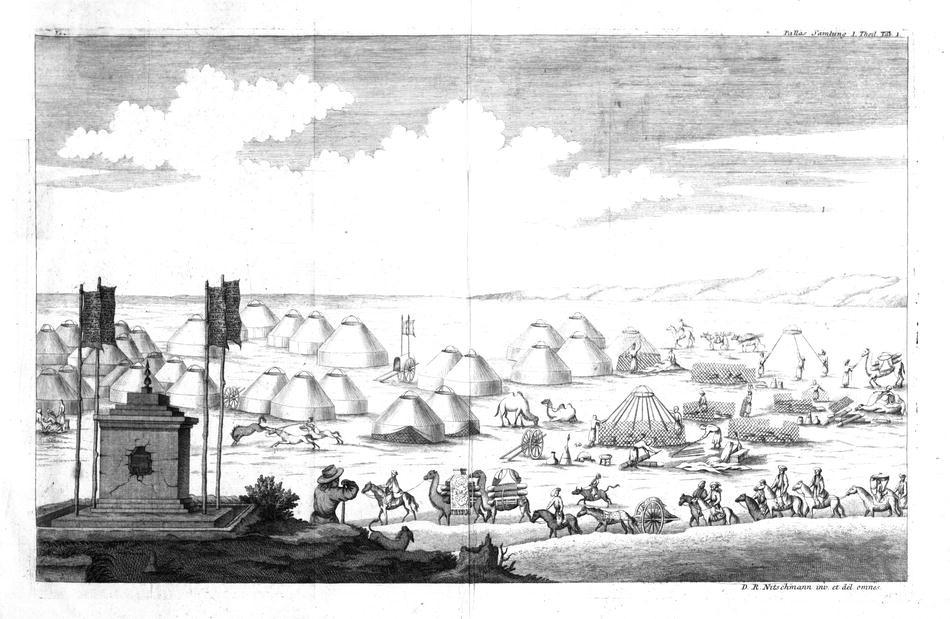
Kamp van de Dörbet-Mongolen aan de Wolgadelta in de 18e eeuw

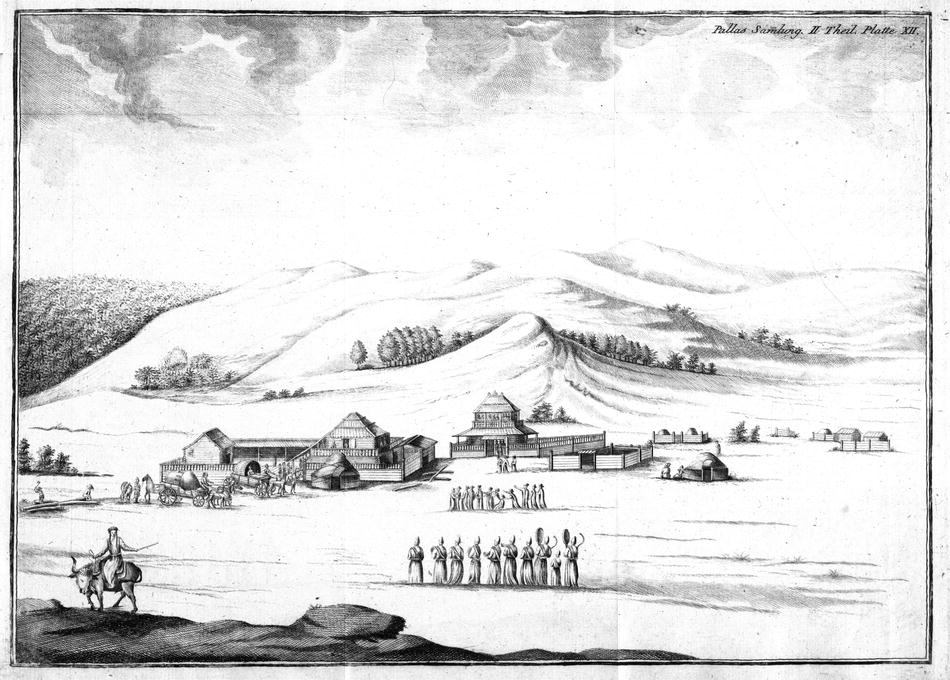
Nederzetting van de Torgut aan de Wolgadelta in de 18e eeuw

Yongzheng zond in 1730 een delegatie naar Rusland, formeel om de nieuwe tsaar Peter II (1715-1730) te feliciteren met de troonsbestijging. De feitelijke bedoeling was om af te tasten of Rusland een bondgenoot kon zijn in de strijd tegen de Dzjoengaren. Als dit niet mogelijk was, wenste Yongzhen in ieder geval de zekerheid van Russische neutraliteit. Bovenal wenste Yongzheng echter de steun te mobiliseren van de Mongoolse stammen, zoals de Torgut, die toen al een eeuw in het gebied van de Wolgadelta leefden. Op die wijze zou de strijd tegen de Dzjoengaren op twee fronten kunnen plaatsvinden.  
De Russen weigerden echter de Chinese missie direct naar dat gebied te laten reizen. De missie arriveerde in januari 1731 in Sint-Petersburg. Tijdens hun reis had de Chinese missie al het nieuws ontvangen dat Peter II was overleden en opgevolgd was door de tsarina Anna (1693-1740). Het protocol vereiste nu ook, dat China een nieuwe missie diende te zenden om haar te feliciteren. De eerste missie had een ontmoeting met de tsarina. In verdere gesprekken met de Russische regering suggereerde de Chinese delegatieleider de mogelijkheid om het gebied van Dzjoengarije na een succesvolle gezamenlijke militaire campagne te verdelen. De Russen wilden echter strikt neutraal blijven. Er was ook een invloedrijke factie binnen de Russische politieke elite, die in de handhaving van een onafhankelijk kanaat van Dzjoengarije een belangrijk tegenwicht zag ten opzichte van de Chinese invloed aan de meer zuidoostelijke grens met Siberië.  
De Chinese missie werd ook duidelijk gemaakt, dat communicatie met de Mongolen aan de Wolgadelta alleen via de autoriteiten in Sint-Petersburg kon verlopen, aangezien deze stammen beschouwd werden als Russische onderdanen. Ook de tweede missie krijgt exact dezelfde antwoorden. Deze eerste twee Chinese missies naar een Europees land waren dus een diplomatiek fiasco. 
Ook Galdan Tseren zond in de periode 1730-1733 diverse missies naar Rusland. Ook die kregen te horen, dat Rusland een strikt neutrale positie wenste in te nemen. 

## De oorlog van 1732-1734
In 1732 zond Galdan Tseren een omvangrijk leger naar het gebied van de Khalkha-Mongolen. De bedoeling was, dat de Khalkha's in opstand zouden komen tegen de Qing-dynastie en zich onder bescherming van Galdan Tseren zouden stellen. In oktober leed het leger van Galdan Tseren echter een grote nederlaag. In 1734 probeerde Galdan Tseren een tweede invasie van Buiten-Mongolië, die ook mislukte. 
Yongzhen ging nu in de aanval. Grote logistieke problemen voor het Chinese leger en de grote mobiliteit van de Dzjoengaren verhinderden echter dat hun een beslissende nederlaag kon worden toegebracht. 

## Vredesonderhandelingen
Begin 1735 startten er vredesonderhandelingen. Yongzhen overleed later dat jaar. Zijn opvolger Qianlong (1711-1799) zette de onderhandelingen voort. In 1739 werd uiteindelijk een compromis bereikt. Hierbij kwam een gemarkeerde grens tot stand. Die liep globaal langs de uitlopers van de Altaj. Daarbij verloor het kanaat een deel van zijn grondgebied aan de Qing-dynastie, maar behield al zijn veroveringen in Oost-Turkestan die Galdan (1644-1697) al in de 17e eeuw had gerealiseerd.   
Er werden regelmatige handelsmissies van de Dzjoengaren naar China mogelijk. De zogenaamde gekookte thee-missies van de Dzjoengaren naar Tibet over Chinees grondgebied werden toegestaan via de route over Xining. Dat waren in de eerste plaats missies van spirituele aard om eerbetoon aan Tibetaanse tulkus te betuigen, maar werden gecombineerd met intensieve handelscontacten.
In het protocol van het onderhandelingsresultaat werd afgesproken, dat de Dzjoengaren iedere vier jaar een handelsmissie naar Peking konden zenden en iedere twee jaar naar de grenssteden.
Voor een periode van ongeveer vijftien jaar na het tekenen van de overeenkomst raakten de economieën van Dzjoengarije en China sterk op elkaar betrokken. Voor de Chinezen was een nevenschikkend doel dan ook de Dzjoengaren via deze handelscontacten te "transformeren" naar "een vorm van hogere beschaving".
Historici zijn het er over eens dat Qianlong in deze periode een poging ondernam om tot een vorm van co-existentie met het kanaat Dzjoengarije te komen. Het was dan ook om die reden, dat hij alle klachten van ambtenaren – waarvan vele terecht – over in omvang veel grotere tribuutmissies dan afgesproken, het in de praktijk aan de grenssteden ieder jaar ontvangen van een missie en excessieve prijzen naast zich neerlegde. Aan het begin van deze periode van vijftien jaar betaalde de Chinezen de Dzjoengaren voor ongeveer 6% van de door hen geleverde producten in zilver. In 1746 was dat opgelopen tot 40%. Ook klachten over deze uitstroom van zilver legde Qianlong naast zich neer.

## Relaties met de Russen
In 1729 sloot Galdan Tseren een handelsovereenkomst met de Russen. Dzjoengaren zouden belastingvrij konden handelen in heel Rusland. Russische handelaren zouden dat kunnen doen in het gebied van het kanaat. Het gevolg was dat Dzjoengaarse handelaren massaal in Siberische steden en markten verschenen. Dat leidde tot grote onvrede onder de andere handelaren, die wel verplicht waren heffingen te betalen. Pogingen van de Russen de overeenkomst aan te passen, werden door Galdan Tseren geweigerd. 
Tot aan 1739 probeerde Galdan Tseren min of meer vriendschappelijke relaties met de Russen te onderhouden. Na de overeenkomst met Qianglong van dat jaar werd zijn politiek ten opzichte van de Russen agressiever. Het zijn dezelfde conflicten die eerder tussen Oirat-Mongolen en Russen speelden, zoals aan wie stammen belastingplichtig zijn. Er waren altijd groepen die vluchtten voor een scherper gecontroleerd en uitgevoerde belastingplicht. Die werden dan weer opgeëist door de partij aan wie zij oorspronkelijk belastingplichtig waren. De Russen waren vaak nog bereid tot een vorm van compromis, waarbij deze stammen dan aan zowel Russen en Dzjoengaren belastingplichtig werden. Galdan Tseren was zeker na 1739 veel minder tot een vorm van compromis bereid. 
Toegang tot de zoutmeren van Lob Nuur en Yamyshevo was ook een strijdpunt. Zout was essentieel voor de kolonisten in Siberië. 

## Relaties met de Kazachen

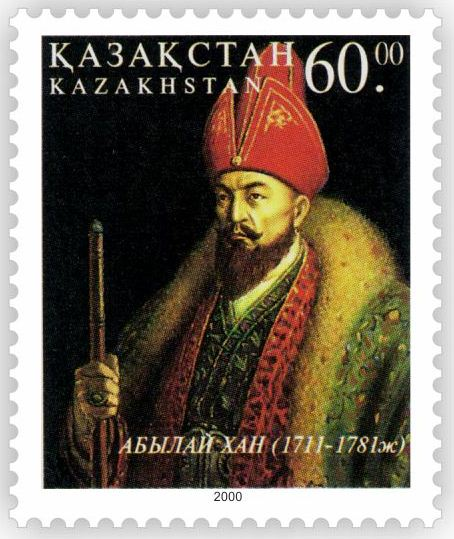
Sultan Ablai

Vanaf begin 17e eeuw was er tussen de Kazachen en de Dzjoengaren een staat van voortdurende vijandschap. Begin 18e eeuw waren de Kazachen verdeeld in drie confederaties, die aangeduid werden met Oudere Horde, Middelste Horde en Jongere Horde, die elkaar bij voortduring bevochtten. Ook binnen de confederaties was er geen sprake van eenheid. Ook de begs en sultans binnen de confederaties waren in een voortdurende concurrentiestrijd gewikkeld. 
In de periode voor 1739 hadden Kazachen een deel van eerder door Dzjoengaren veroverd terrein op hen weten te heroveren. Na het verdrag met Qianlong kreeg Galdan Tseren echter de mogelijkheid omvangrijke campagnes naar het westen te organiseren. In 1740 viel hij het gebied van de Middelste Horde binnen en vernietigde deze confederatie. Gedurende deze campagne nam hij onder meer Sultan Ablai gevangen en bracht hem met vele andere gevangenen alsmede een immense oorlogsbuit naar Dzjoengarije. Sultan Ablai zou na de dood van Galdan Tseren nog een belangrijke spelen in het proces dat uiteindelijk zou leiden tot de vernietiging van het kanaat van Dzjoengarije. 
In 1742 volgde er een tweede invasie vanuit het gebied van het huidige Tasjkent langs de rivier de Syr Darja. Veel van deze Kazachse groepen had zich formeel onder bescherming van de Russen gesteld en trouw gezworen aan de tsarina Elizabeth (1709-1761). Die weigerden echter in te grijpen. De Russen wilden een militaire confrontatie met de Dzjoengaren vermijden. Dat leidde tot een enorme daling van het prestige voor Rusland onder de Kazachen. Vele Kazachse groepen zochten dan ook nu toenadering tot de Dzjoengaren.  Alleen de confederatie van de Jongere Horde met een directe grens met het Russische rijk bleef nominaal vazal van Rusland. 
Eind 1742 arriveerde een Russische onderhandelingsdelegatie bij Galdan Tseren. Hun voornaamste doel is gemarkeerde grenzen overeen te komen tussen Dzjoengarije, het gebied van de Kazachen en Siberië. De Russische delegatie wist echter geen van de gewenste doelen te bereiken. Galdan Tseren liet echter wel Sultan Ablai vrij. Deze had in de strijd van 1740 een zoon van Galdan Tseren gedood. Ablai kreeg ook een van de dochters van Galdan Tseren als vrouw. De bevrijding van Ablai had voor de Russen nauwelijks enige strategische waarde. Ablai werd echter na zijn terugkeer op Kazachs gebied een groot pleitbezorger van de positie van Galdan Tseren ten opzichte van de Russen. 

## De laatste jaren

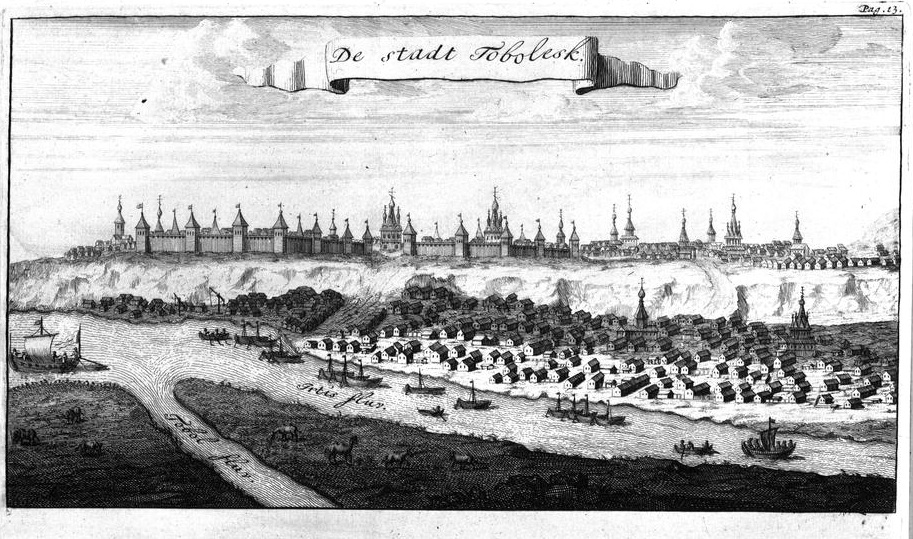
Tobolsk

In 1744 begon Galdan Tseren de voorbereiding van een campagne met de bedoeling de Baraba Steppe onder zijn gezag te krijgen. Dat was enkele jaren daarvoor bezet door Russische Kozakken. Galdan Tseren was van oordeel, dat dit gebied aan hem behoorde. In de eerste fase bestond die campagne uit een serie overvallen in de regio rondom Tobolsk. Er werden een groot aantal Russen gevangen gemaakt, waaronder wapensmeden. Die werden aan het werk gezet om voor Galdan Tseren vuurwapens te produceren. De Russische regering eiste de vrijlating van de gevangenen. Hierop antwoordde Galdan Tseren, dat hij daartoe alleen bereid was als de Russen alle groepen die ooit belastingplichtig aan hem waren geweest weer onder zijn exclusieve gezag zouden laten vallen. De Russen bereidden zich ook op een oorlog voor. Ze versterkten hun forten aan de bovenloop van de rivier de Irtysj en in de hele omgeving van Tobolsk.
Een groep Kazachen besloot begin 1745 gebruik te maken van de situatie en nam in een verrassingsaanval Tasjkent in en bedreigde enkele posities van de Dzjoengaren in Oost-Turkestan. Galdan Tseren zag zich gedwongen de aanval op de Russen uit te stellen.
Later in dat jaar overleed hij. Zijn dood zou leiden tot een ongekende strijd van een decennium om de opvolging van de macht in het kanaat en die leidde uiteindelijk tot de vernietiging van de Dzjoengaren.

## Staatkundige ontwikkeling
Galdan Tseren stimuleerde net als zijn voorgangers de ontwikkeling van landbouw met moderne vormen van irrigatie en een vorm van industriële productie met hulp van Chinezen, Mantsjoes, Russen en zelfs Zweden. Die ontwikkeling bereikte tijdens zijn periode het hoogtepunt. 
Ondanks de vele oorlogen waren de handelsinkomsten van het kanaat het hoogst tijdens zijn regering. Het kanaat kon ook een belangrijk deel van de route voor de handel tussen Rusland en China controleren. Er waren in ieder geval met China duidelijke en afgebakende grenzen. Er waren elementen in zijn periode, die duiden op meer sedentaire ontwikkelingen. Galdan Tseren zelf was een erudiet man. Er zijn vele verhalen over hem bekend waarin hij tijdens zijn veldtochten en reizen altijd meerdere kamelen nodig had om zijn boekenkisten te vervoeren. 
Vrijwel alle historici zijn echter ook van opvatting, dat de staatsvorming van de Dzjoengaren niet ver genoeg gevorderd was. Hun drijfveer was niet gelegen in een ontwikkeling en assimilatie naar een stabiele staatsordening, maar slechts in het mobiliseren van bronnen voor rijkdom en defensie.